# Pou del carrer del Mar
El Pou del carrer del Mar és una obra de Torroella de Montgrí (Baix Empordà) inclosa a l'Inventari del Patrimoni Arquitectònic de Catalunya.

## Descripció
Es tracta d'un element situat en un dels extrems del carrer del Mar. S'aixeca damunt d'una base circular de pedra, i consta d'un brocal de base circular, també de pedra, que té un diàmetre exterior de gairebé 2 metres i un gruix de mur de 1/2metre. En dos costats oposats, dues lloses tallen el mur amb l'objecte de facilitar l'accés de les persones a l'aigua. La que dona al carrer de Mar mostra l'escut de la vila en relleu i la data incisa del 1607. Se'n conserva un pilar de sosteniment de la corriola. L'element, tot i trobar-se en desús en l'actualitat, es conserva en bon estat.

## Història
El pou del carrer del Mar és el més antic dels pous públics del segle xvii que es conserven actualment a Torroella de Montgrí (l'altre, del 1611, es troba al carrer del Jou). En el brocal hi ha l'escut de la vila i la data del 1607.